# Lijst van steden en dorpen in Groningen
Lijst van Groningse steden, dorpen, gehuchten en buurtschappen met een verwijzing naar de gemeente waaronder ze vallen.

## A
- Aalsum (wierde in de gemeente Westerkwartier)
- Abbeweer (gehucht in de gemeente Het Hogeland)
- Abeltjeshuis (streekje aan de grens in de gemeente Westerwolde)
- Achter-Thesinge (streekje in de gemeente Groningen)
- Achterdiep (streek in de gemeente Midden-Groningen)
- Adorp (dorp in de gemeente Het Hogeland)
- Aduard (dorp in de gemeente Westerkwartier)
- Aduarder Voorwerk (buurt in de gemeente Westerkwartier)
- Aduarderzijl (gehucht in de gemeente Westerkwartier)
- Agodorp (buurtschap in de gemeente Westerwolde)
- Alinghuizen (gehucht in de gemeente Het Hogeland)
- Allersma (gehucht in de gemeente Westerkwartier)
- Alteveer (dorp in de gemeente Stadskanaal)
- Amsweer (buurtschap in de gemeente Eemsdelta)
- Anderwereld (streek bij Middelstum)
- Antum (wierde in de gemeente Het Hogeland)
- Appingedam (voormalige gemeente, nu stad in de gemeente Eemsdelta)
- Arwerd (buurtschap in de gemeente Eemsdelta)
- Arwerd (streek naast Sauwerd)

## B
- Baamsum (gehucht in de gemeente Eemsdelta)
- Bad Nieuweschans (vestingdorp in de gemeente Oldambt)
- Baflo (dorp in de gemeente Het Hogeland)
- Bakovensmee (streek in de gemeente Westerwolde)
- Balmahuizen (streek in de gemeente Westerkwartier)
- Bangeweer (streek in de gemeente Groningen)
- Bareveld (dorp in de gemeente Veendam)
- Barlage (streek in de gemeente Stadskanaal)
- Barnegaten (buurt in de gemeente Het Hogeland)
- Barnflair (gehucht in de gemeente Westerwolde)
- Barnheem (gehucht in de gemeente Eemsdelta)
- Barnwerd (wierde in de gemeente Westerkwartier)
- Bedum (hoofdplaats van de gemeente Het Hogeland)
- Beersterhoogen (gehucht in de gemeente Oldambt)
- Beerta (dorp in de gemeente Oldambt)
- Bellingeweer (voormalig kerkdorp in de gemeente Het Hogeland)
- Bellingwolde (dorp in de gemeente Westerwolde)
- Beneden Veensloot (gehucht in de gemeente Midden-Groningen)
- Beswerd (wierde in de gemeente Westerkwartier)
- Bethlehem (wierde in de gemeente Het Hogeland)
- Beusum (gehucht in de gemeente Het Hogeland)
- Bierum (voormalige gemeente, thans dorp in gemeente Eemsdelta)
- Biessum (dorp in de gemeente Eemsdelta)
- Bikkershorn (buurtschap in de gemeente Oldambt)
- Binnen Ae (buurtschap op de grens van de gemeenten Oldambt en Eemsdelta)
- Blankeweer (buurt in de gemeente Groningen)
- Blauw (gehucht in de gemeente Westerkwartier)
- Blauwestad (dorp in de gemeente Oldambt)
- Blekslage (streekje in de gemeente Stadskanaal)
- Blijham (dorp in de gemeente Westerwolde)
- Blokum (gehucht in de gemeente Midden-Groningen)
- Boerakker (dorp in de gemeente Westerkwartier)
- Boerdam (gehucht in de gemeente Eemsdelta)
- Boerenstreek (streek in de gemeente Westerkwartier)
- Bokum (buurtschap in de gemeente Het Hogeland)
- Bolshuizen (gehucht in de gemeente Westerkwartier)
- Boltklap (buurtschap in de gemeente Groningen)
- Booneschans (voormalige schans in de gemeente Oldambt)
- Borgercompagnie (lintdorp in de gemeenten Midden-Groningen en Veendam)
- Borgertange (gehucht in de gemeente Westerwolde)
- Borgerveld (gehucht in de gemeente Westerwolde)
- Borgsweer (dorp in de gemeente Eemsdelta)
- Borgweg (streek in gem. Midden-Groningen)
- Bourtange (vesting in gemeente Westerwolde)
- Bouwerschap (gehucht in de gemeente Groningen)
- Bouwtenheerd (wierde in de gemeente Eemsdelta)
- Boven Pekela (dorp in de gemeente Pekela)
- Boven Veensloot (gehucht in de gemeente Midden-Groningen)
- Bovendijks (gehucht in de gemeente Eemsdelta)
- Bovenrijge (buurt in de gemeente Groningen)
- Bovenstreek (gehucht in de gemeente Midden-Groningen)
- Bovenstreek (gehucht in de gemeente Oldambt)
- Bovenstreek of Tonkensoord (gehucht in de gemeente Oldambt)
- Bovenstreek (gehucht in de gemeente Westerwolde)
- Braamberg (gehucht in de gemeente Stadskanaal)
- Breede (dorp in de gemeente Het Hogeland)
- Breemen (buurt in de gemeente Westerkwartier)
- Brillerij (gehucht in de gemeente Westerkwartier)
- Briltil (dorp in de gemeente Westerkwartier)
- Broek (gehucht in de gemeente Het Hogeland)
- Bronsveen (gehucht in de gemeente Pekela)
- Bruilweering (streek in de gemeente Groningen)
- Burgemeester Beinsdorp (dorp in de gemeente Westerwolde)

## C
- Ceresdorp (dorp in de gemeente Stadskanaal)

## D
- Dallingeweer (gehucht in de gemeente Eemsdelta)
- De Bombay (gehucht in de gemeente Westerkwartier)
- De Bouwerd (wierde in de gemeente Het Hogeland)
- De Bruil (gehucht in de gemeente Westerwolde)
- De Bult (buurt in de gemeente Westerwolde)
- De Dingen (streek in de gemeente Het Hogeland)
- De Eest (buurtschap in de gemeente Westerkwartier)
- De Groeve (gehucht in de gemeente Eemsdelta)
- De Haar (streek in de gemeente Het Hogeland)
- De Haar (dorp in de gemeente Westerkwartier)
- De Haspel (buurtschap in de gemeente Westerkwartier)
- De Heemen (buurt in de gemeente Westerwolde)
- De Heemen (buurt in de gemeente Eemsdelta)
- De Holm (buurt in de gemeente Westerkwartier)
- De Houw (buurt in de gemeente Het Hogeland)
- De Hucht (gehucht in de gemeente Het Hogeland)
- De Jammer (gehucht in de gemeente Westerkwartier)
- De Jouwer (gehucht in de gemeente Westerkwartier)
- De Kampen (polder in de gemeente Westerkwartier)
- De Knijp (gehucht in de gemeente Het Hogeland)
- De Lethe (buurt in de gemeente Westerwolde)
- De Linde (buurt in de gemeente Westerkwartier)
- De Maten (buurtschap in de gemeente Westerwolde)
- De Paauwen (gehucht in de gemeente Midden-Groningen)
- De Palen (gehucht in de gemeente Eemsdelta)
- De Poffert (gehucht in de gemeente Westerkwartier)
- De Raken (streekje in de gemeente Het Hogeland)
- De Snipperij (gehucht in de gemeente Westerkwartier)
- De Streek (buurt in de gemeente Het Hogeland)
- De Tenten (gehucht in de gemeente Westerkwartier)
- De Uithorn (gehucht in de gemeente Westerkwartier)
- De Vennen (gehucht in de gemeente Westerwolde)
- De Waarden (streek in de gemeente Westerkwartier)
- De Weer (wierde in de gemeente Eemsdelta)
- De Wieren (gehucht in de gemeente Westerkwartier)
- De Wijk (gehucht in de gemeente Westerkwartier)
- De Wilp (dorp in de gemeente Westerkwartier)
- De Zanden (streek in de gemeente Midden-Groningen)
- Dekkershuizen (buurt in de gemeente Eemsdelta)
- Delfzijl (voormalige gemeente, nu stad in de gemeente Eemsdelta)
- Den Andel (dorp in de gemeente Het Hogeland)
- Den Deel (streek in de gemeente Eemsdelta)
- Den Ham (streek in de gemeente Westerwolde)
- Den Ham (dorp in de gemeente Westerkwartier)
- Den Hander (buurtschap in de gemeente Het Hogeland)
- Den Haver (buurtschap in de gemeente Het Hogeland)
- Den Horn (dorp in de gemeente Westerkwartier)
- Denemarken (streek in de gemeente Midden-Groningen)
- Deurnerwolde (gehucht in de gemeente Westerwolde)
- Diepswal (streek in de gemeente Westerkwartier)
- Diepswal (streek in de gemeente Westerkwartier)
- Dijkum (gehucht in de gemeente Eemsdelta)
- Dilgt (buurtschap in de gemeente Groningen)
- Doezum (dorp in de gemeente Westerkwartier)
- Doodstil (gehucht in de gemeente Het Hogeland)
- Doorsnee (streek in de gemeente Pekela)
- Dorkwerd (dorp in de gemeente Groningen)
- Dorp (gehucht in de gemeente Westerkwartier)
- Douwen (gehucht in de gemeente Het Hogeland)
- Drieborg (dorp in de gemeente Oldambt)
- Duisterwinkel (verdwenen gehucht onder Het Hogeland)
- Duurkenakker (buurtschap in de gemeente Midden-Groningen)
- Dwarsdiep (streek in de gemeente Pekela)
- Dwarshaspel (gehucht in de gemeente Westerkwartier)

## E
- Eekeburen (buurt in de gemeente Westerkwartier)
- Eekwerd (wierde in de gemeente Eemsdelta)
- Eekwerderdraai (buurtschap in de gemeente Eemsdelta)
- Eelderwolde (streek in Groningen en Drenthe)
- Eelswerd (wierde in de gemeente Het Hogeland)
- Eenrum (voormalige gemeente, nu dorp in de gemeente Het Hogeland)
- Eenum (dorp in de gemeente Eemsdelta)
- Eexta (voormalig dorp, nu deel van Scheemda in de gemeente Oldambt)
- Egypteneinde (buurt in de gemeente Veendam)
- Eibersburen (gehucht in de gemeente Westerkwartier)
- Ekamp (buurtschap in de gemeente Oldambt)
- Electra (gehucht in de gemeente Westerkwartier)
- Elens (wierde in de gemeente Het Hogeland)
- Ellerhuizen (gehucht in de gemeente Het Hogeland)
- Ellersinghuizen (gehucht in de gemeente Westerwolde)
- Elswerd (wierde in de gemeente Het Hogeland)
- Engelbert (dorp in de gemeente Groningen)
- Engeweer (buurtschap in de gemeente Eemsdelta)
- Englum (streekje in de gemeente Westerkwartier)
- Enumatil (dorp in de gemeente Westerkwartier)
- Enzelens (streekje in de gemeente Eemsdelta)
- Eppenhuizen (dorp in de gemeente Het Hogeland)
- Ernstheem (streek in de gemeente Het Hogeland)
- Essen (buurtschap in de gemeente Groningen)
- Euvelgunne (gehucht in de gemeente Groningen)
- Ewer (gehucht in de gemeente Het Hogeland)
- Ezinge (voormalige gemeente, nu dorp in de gemeente Westerkwartier)

## F
- Faan (dorp in de gemeente Westerkwartier)
- Farmsum (dorp in de gemeente Eemsdelta)
- Feerwerd (dorp in de gemeente Westerkwartier)
- Feldwerd (wierde in de gemeente Eemsdelta)
- Felland (buurtschap in de gemeente Groningen)
- Fiemel (gehucht in de gemeente Eemsdelta)
- Finsterwolde (dorp in de gemeente Oldambt)
- Finsterwolderhamrik (streek in de gemeente Oldambt)
- Foxham (dorp in de gemeente Midden-Groningen)
- Foxhol (dorp in de gemeente Midden-Groningen)
- Foxholsterbosch (streek in de gemeente Midden-Groningen)
- Fraamklap (streekje in de gemeente Eemsdelta)
- Fransum (wierde in de gemeente Westerkwartier)
- Fransumervoorwerk (gehucht in de gemeente Westerkwartier)
- Froombosch (dorp in de gemeente Midden-Groningen)
- Frytum (wierde in de gemeente Westerkwartier)

## G
- Gaaikemadijk (streek in de gemeente Westerkwartier)
- Gaaikemaweer (gehucht in de gemeente Westerkwartier)
- Gaarkeuken (gehucht in de gemeente Westerkwartier)
- Gaarland (gehucht in de gemeente Midden-Groningen)
- Ganzedijk (streek in de gemeente Oldambt)
- Garmerwolde (dorp in de gemeente Groningen)
- Garnwerd (dorp in de gemeente Westerkwartier)
- Garrelsweer (dorp in de gemeente Eemsdelta)
- Garreweer (gehucht in de gemeente Eemsdelta)
- Garsthuizen (dorp in de gemeente Eemsdelta)
- Garsthuizervoorwerk (gehucht in de gemeente Eemsdelta)
- Geefsweer (wierde in de gemeente Eemsdelta)
- Glimmen (dorp in de gemeente Groningen)
- Godlinze (dorp in de gemeente Eemsdelta)
- Goldhoorn (streekje in de gemeente Oldambt)
- Grijpskerk (dorp in de gemeente Westerkwartier)
- Grijssloot (streek in de gemeente Het Hogeland)
- Groningen (hoofdstad van de provincie Groningen, hoofdplaats van de gemeente Groningen)
- Groot Maarslag (gehucht in de gemeente Het Hogeland)
- Groot Wetsinge (gehucht in de gemeente Het Hogeland)
- Grootegast (dorp in de gemeente Westerkwartier)

## H
- Hamdijk (streek in de gemeente Oldambt)
- Hammeland (streekje in de gemeente Het Hogeland)
- Hamrik (buurt in de gemeente Westerkwartier)
- Hanetange (gehucht, deels in de gemeente Westerwolde)
- Hardeweer (gehucht in de gemeente Westerkwartier)
- Haren (dorp in de gemeente Groningen)
- Harendermolen (gehucht in de gemeente Groningen)
- Harkstede (dorp in de gemeente Midden-Groningen)
- Harpel (dorp in de gemeente Westerwolde)
- Harssens (voormalig dorp in de gemeente Het Hogeland)
- Hasseberg (streek in de gemeente Westerwolde)
- Hebrecht (streek in de gemeente Westerwolde)
- 't Heem (vroeger gehucht bij, nu wijk in Ter Apel)
- Heereburen (streek in de gemeente Westerkwartier)
- Hefswal (gehucht in de gemeente Het Hogeland)
- Heidenschap (gehucht in de gemeente Midden-Groningen)
- Heiligerlee (dorp in de gemeente Oldambt)
- Heineburen (gehucht op de grens van de gemeenten Leek en Westerkwartier)
- Hekkum (gehucht in de gemeente Het Hogeland)
- Hellum (dorp in de gemeente Midden-Groningen)
- Helwerd (wierde in de gemeente Het Hogeland)
- Hemert (gehucht in de gemeente Groningen)
- Hemmen (voormalige buurtschap in de gemeente Groningen)
- Het Reidland (streek in de gemeente Het Hogeland)
- Het Schoor (streekje in de gemeente Het Hogeland)
- Het Veen (buurt in de gemeente Midden-Groningen)
- Heveskes (voormalig dorp in de gemeente Eemsdelta)
- Heveskesklooster (wierde in de gemeente Eemsdelta)
- Hiddingezijl (gehucht in de gemeente Het Hogeland)
- Hilmahuis (gehucht in de gemeente Westerkwartier)
- Höchte (streekje in de gemeente Stadskanaal)
- 't Hoekje (gehucht in de gemeente Westerkwartier)
- Hoeksmeer (streek in de gemeente Eemsdelta)
- Holte (buurtschap in de gemeente Stadskanaal)
- Holwierde (dorp in de gemeente Eemsdelta)
- Holwinde (gehucht in de gemeente Het Hogeland)
- Hongerige Wolf (buurtschap in de gemeente Oldambt)
- Hoogemeeden (streek in de gemeente Westerkwartier)
- Hoogewerf (wierde in de gemeente Eemsdelta)
- Hoogezand (dorp in de gemeente Midden-Groningen)
- Hoogkerk (voormalige gemeente, nu dorp in de stad Groningen)
- Hoogwatum (buurt in de gemeente Eemsdelta)
- Hoorn (gehucht in de gemeente Westerwolde)
- Hoornderveen (buurtschap in de gemeente Westerwolde)
- Hoornsedijk (buurt in de gemeente Groningen)
- Honderd (gehucht in de gemeente Eemsdelta)
- Hornhuizen (dorp in de gemeente Het Hogeland)
- Horsten (gehucht in de gemeente Stadskanaal)
- Houwerzijl (dorp in de gemeente Het Hogeland)
- Huizinge (dorp in de gemeente Eemsdelta)

## I
- Ideweer (gehucht in de gemeente Eemsdelta)
- Ikum (gehucht in de gemeente Westerkwartier)

## J
- Jagerswijk (streek in de gemeente Midden-Groningen)
- Jipsingboermussel (gehucht in de gemeente Westerwolde)
- Jipsingboertange (gehucht in de gemeente Westerwolde)
- Jipsinghuizen (gehucht in de gemeente Westerwolde)
- Joeswerd (wierde in de gemeente Westerkwartier)
- Jonkersvaart (streekdorp in de gemeente Westerkwartier)
- Juist (buurtschap in de gemeente Eemsdelta)
- Jukwerd (dorp in de gemeente Eemsdelta)
- Juursemakluft (voormalige buurtschap in de gemeente Westerkwartier)

## K
- Kaakhorn (gehucht in de gemeente Het Hogeland)
- Kalkwijk (streek in de gemeente Midden-Groningen)
- Kantens (voormalige gemeente, thans dorp in de gemeente Het Hogeland)
- Katershorn (gehucht in de gemeente Het Hogeland)
- Kattenburg (gehucht in de gemeente Het Hogeland)
- Kenwerd (wierde in de gemeente Westerkwartier)
- Keuningswijk (buurtschap in de gemeente Westerkwartier)
- Kibbelgaarn (gehucht in de gemeente Veendam)
- Kiel-Windeweer (dorp in de gemeente Midden-Groningen)
- Kievitsburen (streekje in de gemeente Westerkwartier)
- Kinderverlaat (streek in de gemeente Groningen)
- Klei (gehucht in de gemeente Het Hogeland)
- Klein Garnwerd (gehucht in de gemeente Het Hogeland)
- Klein Maarslag (gehucht in de gemeente Het Hogeland)
- Klein-Ulsda (gehucht in de gemeente Westerwolde)
- Kleine Huisjes (gehucht in de gemeente Het Hogeland)
- Kleinemeer (buurtschap in de gemeente Midden-Groningen)
- Kleiwerd (wierde in de gemeente Groningen)
- Kloosterburen (voormalige gemeente, thans dorp in de gemeente Het Hogeland)
- Kokswijk (buurt in de gemeente Westerkwartier)
- Kolham (dorp in de gemeente Midden-Groningen)
- Kolhol (gehucht in de gemeente Het Hogeland)
- Kommerzijl (dorp in de gemeente Westerkwartier)
- Koningslaagte (streek in de gemeenten Het Hogeland en Groningen)
- Koningsoord (gehucht in de gemeente Het Hogeland)
- Kopaf (buurtje in de gemeente Eemsdelta)
- Kopstukken (dorp in de gemeente Stadskanaal)
- Korengarst (streek in de gemeente Midden-Groningen)
- Korhorn (gehucht in de gemeente Westerkwartier)
- Kornhorn (dorp in de gemeente Westerkwartier)
- Korte Akkers (streek in de gemeente Veendam)
- Kostverloren (buurtschap in de gemeente Oldambt)
- Koudehoek (gehucht in de gemeente Westerwolde)
- Krangeweer (gehucht in de gemeente Eemsdelta)
- Krassum (buurtschap in de gemeente Westerkwartier)
- Krewerd (dorp in de gemeente Eemsdelta)
- Kröddeburen (buurtschap in de gemeente Groningen)
- Kromme-Elleboog (buurtschap in de gemeente Oldambt)
- Kroonsfeld (buurtschap in de gemeente Westerkwartier)
- Kropswolde (dorp in de gemeente Midden-Groningen)
- Kruiselwerk (gehucht in de gemeente Pekela)
- Kruisweg (gehucht in de gemeente Het Hogeland)
- Kuzemer (gehucht in de gemeente Westerkwartier)
- Kuzemerbalk (gehucht in de gemeente Westerkwartier)

## L
- Ladysmith (vm. gehucht in gemeente Eemsdelta)
- 't Lage van de Weg (buurtschap in de gemeente Het Hogeland)
- Lageland (streek in de gemeente Midden-Groningen)
- Lagemeeden (voormalig dorp in de gemeente Westerkwartier)
- Lageweg (gehucht in de gemeente Groningen)
- Lalleweer (gehucht in de gemeente Eemsdelta)
- Lammerburen (gehucht in de gemeente Westerkwartier)
- Lammerweg (gehucht in de gemeente Westerwolde)
- Lange Wijk (streek in de gemeente Midden-Groningen)
- Langerijp (gehucht in de gemeente Eemsdelta)
- Langeweer (buurtschap in de gemeente Westerkwartier)
- Laskwerd (streek in de gemeente Eemsdelta)
- Laude (gehucht in de gemeente Westerwolde)
- Lauderbeetse (gehucht in de gemeente Westerwolde)
- Laudermarke (gehucht in de gemeente Westerwolde)
- Lauderzwarteveen (streek in de gemeente Westerwolde)
- Lauwersoog (dorp in de gemeente Het Hogeland)
- Lauwerzijl (dorp in de gemeente Westerkwartier)
- Leegkerk (dorp in de gemeente Groningen)
- Leek (voormalige gemeente, nu hoofdplaats van de gemeente Westerkwartier)
- Leemdobben (gehucht in de gemeente Westerwolde)
- Leens (voormalige gemeente, nu dorp in de gemeente Het Hogeland)
- Leermens (dorp in de gemeente Eemsdelta)
- Lellens (dorp in de gemeente Groningen)
- Lesterhuis (gehucht in de gemeente Eemsdelta)
- Lettelbert (buurtschap in de gemeente Westerkwartier)
- Loppersum (voormalige gemeente, nu dorp in de gemeente Eemsdelta)
- Losdorp (dorp in de gemeente Eemsdelta)
- Lucaswolde (streek in de gemeente Westerkwartier)
- Luddeweer (streek in de gemeente Midden-Groningen)
- Lula (streek in de gemeente Midden-Groningen)
- Lutje Loug (buurtschap in de gemeente Oldambt)
- Lutje Marne (streek in de gemeente Het Hogeland)
- Lutje Saaksum (streekje in de gemeente Het Hogeland)
- Lutjegast (dorp in de gemeente Westerkwartier)
- Lutjeloo (gehucht in de gemeente Westerwolde)
- Lutjerijp (gehucht in de gemeente Eemsdelta)
- Lutjewijtwerd (gehucht in de gemeente Eemsdelta)
- Lutjewolde (buurtschap in de gemeenten Het Hogeland en Groningen)

## M
- Maarhuizen (streek in de gemeente Het Hogeland)
- Maarwold (buurt in de gemeente Groningen)
- 't Malijk (buurtschap in de gemeente Westerkwartier)
- Marnehuizen (militair oefendorp in de gemeente Het Hogeland)
- Marsum (dorp in de gemeente Eemsdelta)
- Martenshoek (dorp in de gemeente Midden-Groningen)
- Marum (voormalige gemeente, nu hoofdplaats van de gemeente Westerkwartier)
- Meeden (voormalige gemeente, nu dorp in de gemeente Midden-Groningen)
- Meedhuizen (dorp in de gemeente Eemsdelta)
- Meerland (gehucht in de gemeente Oldambt)
- Meerstad (wijk/dorp in de gemeente Groningen)
- Meerwijck (wijk van de gemeente Midden-Groningen)
- Menkeweer (gehucht in de gemeente Het Hogeland)
- Menneweer (wierde in de gemeente Het Hogeland)
- Mensingeweer (dorp in de gemeente Het Hogeland)
- Merum (buurtje in de gemeente Eemsdelta)
- Middelbert (dorp in de gemeente Groningen)
- Middelstum (voormalige gemeente, nu dorp in de gemeente Eemsdelta)
- Midhalm (gehucht in de gemeente Het Hogeland)
- Midhuizen (gehucht in de gemeente Het Hogeland)
- Midwolda (voormalige gemeente, nu dorp in de gemeente Oldambt)
- Midwolde (dorp in de gemeente Westerkwartier)
- Moeshorn (streek in de gemeente Het Hogeland)
- Mokkenburg (streek in de gemeente Westerkwartier)
- Molenrij (buurtschap in de gemeente Het Hogeland)
- Morige (buurtschap in de gemeente Westerwolde)
- Muda (buurtschap in de gemeente Eemsdelta)
- Munnekemoer (streek in de gemeente Westerwolde)
- Muntendam (voormalige gemeente, nu dorp in de gemeente Midden-Groningen)
- Mussel (dorp in de gemeente Stadskanaal)
- Musselkanaal (dorp in de gemeente Stadskanaal)

## N
- Nansum (buurtschap in de gemeente Eemsdelta)
- Napels (buurtschap in de gemeente Oldambt)
- Naterij (streek in de gemeente Eemsdelta)
- Niebert (dorp in de gemeente Westerkwartier)
- Niehove (dorp in de gemeente Westerkwartier)
- Niekerk (dorp in de gemeente Het Hogeland)
- Niekerk (dorp in de gemeente Westerkwartier)
- Niesoord (gehucht in de gemeente Oldambt)
- Nieuw-Beerta (dorp in de gemeente Oldambt)
- Nieuw-Scheemda (dorp in de gemeente Oldambt)
- Nieuw-Stadskanaal (streek in de gemeente Stadskanaal)
- Nieuwbrug (buurtschap in de gemeente Westerkwartier)
- Nieuwe Compagnie (streek in de gemeente Midden-Groningen)
- Nieuwe Pekela (voormalige gemeente, nu dorp in de gemeente Pekela)
- Nieuwe Statenzijl (gehucht in de gemeente Oldambt)
- Nieuwklap (streekje in de gemeente Westerkwartier)
- Nieuwolda (voormalige gemeente, nu dorp in de gemeente Oldambt)
- Nieuwolda-Oost (dorp in de gemeente Oldambt)
- Niezijl (dorp in de gemeente Westerkwartier)
- Nijenklooster (gehucht in de gemeente Het Hogeland)
- Nijenklooster (wierde in de gemeente Eemsdelta)
- Nooitgedacht (gehucht in de gemeente Eemsdelta)
- Noordbroek (voormalige gemeente, nu dorp in de gemeente Midden-Groningen)
- Noorddijk (gehucht in de gemeente Groningen)
- Noorderburen (streekje in de gemeente Westerkwartier)
- Noorderhoogebrug (dorp in de gemeente Groningen)
- Noorderkolonie (buurtschap in de gemeente Pekela)
- Noorderwuppen (streek in de gemeente Oldambt)
- Noordhorn (dorp in de gemeente Westerkwartier)
- Noordhornerga (gehucht in de gemeente Westerkwartier)
- Noordhornertolhek (streekje in de gemeente Westerkwartier)
- Noordlaren (dorp in de gemeente Groningen)
- Noordpolderzijl (gehucht in de gemeente Het Hogeland)
- Noordwijk (dorp in de gemeente Westerkwartier)
- Noordwolde (dorp in de gemeente Het Hogeland)
- 't Noorn (wierde in de gemeente Eemsdelta)
- Nuis (dorp in de gemeente Westerkwartier)
- Numero Dertien (streekje in de gemeente Veendam)

## O
- Obergum (dubbeldorp met Winsum in de gemeente Het Hogeland)
- Okswerd (gehucht in de gemeente Westerkwartier)
- Oldehove (voormalige gemeente, nu dorp in de gemeente Westerkwartier)
- Oldekerk (voormalige gemeente, nu dorp in de gemeente Westerkwartier)
- Oldenbosch (wierde in de gemeente Eemsdelta)
- Oldenklooster (wierde in de gemeente Eemsdelta)
- Oldenklooster (oude naam voor Kloosterburen)
- Oldenzijl (dorp in de gemeente Het Hogeland)
- Oldenzijl (gehucht in de gemeente Het Hogeland)
- Oldorp (wierde in de gemeente Het Hogeland)
- Oling (gehucht in de gemeente Eemsdelta)
- Ommelanderwijk (dorp in de gemeente Veendam)
- Onderdendam (dorp in de gemeente Het Hogeland)
- Onderwierum (gehucht in de gemeente Het Hogeland)
- Onnen (dorp in de gemeente Groningen)
- Onstwedde (voormalige gemeente, nu dorp in de gemeente Stadskanaal)
- Oomsberg (streek in de gemeente Stadskanaal)
- Oosteinde (dorp in de gemeente Het Hogeland)
- Oosterburen (streek in de gemeente Eemsdelta)
- Oosterdijkshorn (streek in de gemeente Groningen)
- Oostereinde (buurt in de gemeente Oldambt)
- Oosterhoogebrug (voormalig dorp in de gemeente Groningen)
- Oosterhuizen (gehucht in de gemeente Eemsdelta)
- Oosterhuizen (streek in de gemeente Het Hogeland)
- Oosterhuizen (gehucht in de gemeente Het Hogeland)
- Oosternieland (dorp in de gemeente Het Hogeland)
- Oostervalge (buurt in de gemeente Het Hogeland)
- Oosterwijtwerd (dorp in de gemeente Eemsdelta)
- Oosterzand (buurt in de gemeente Westerkwartier)
- Oostindië (gehucht in de gemeente Westerkwartier)
- Oostum (wierde in de gemeente Westerkwartier)
- Oostwold (dorp in de gemeente Westerkwartier)
- Oostwold (dorp in de gemeente Oldambt)
- Oostwolderhamrik (buurt in de gemeente Oldambt)
- Oostwolderpolder (streek in de gemeente Oldambt)
- Opende (dorp in de gemeente Westerkwartier)
- Opmeeden (gehucht in de gemeente Eemsdelta)
- Opwierde (dorp in de gemeente Eemsdelta)
- Oterdum (voormalig dorp in de gemeente Eemsdelta)
- Oterdumerwarven (streek in de gemeente Eemsdelta)
- Oude Pekela (voormalige gemeente, nu dorp in de gemeente Pekela)
- Oude Rodehaan (buurt in de gemeente Groningen)
- Oude Statenzijl (gehucht in de gemeente Oldambt)
- Oudedijk (streek in de gemeente Het Hogeland)
- Oudedijk (streek in de gemeente Oldambt)
- Oudeschans (dorp in de gemeente Westerwolde)
- Oudeschip (dorp in de gemeente Het Hogeland)
- Oudezijl (buurtschap in de gemeente Oldambt)
- Over de Dijk (streek in de gemeente Westerwolde)
- Overdiep (gehucht in de gemeente Westerwolde)
- Overschild (dorp in de gemeente Midden-Groningen)

## P
- Paapstil (buurtschap in de gemeente Het Hogeland)
- Paddepoel (buurtschap op de grens van de gemeenten Groningen en Het Hogeland)
- Pallert (streekje in de gemeente Westerwolde)
- Pama (streekje in de gemeente Westerkwartier)
- Pannekoek (gehucht in de gemeente Groningen)
- Panser (gehucht in de gemeente Het Hogeland)
- Pasop (gehucht in de gemeente Westerkwartier)
- Paterswolde (dorp, deels in de gemeente Groningen)
- Peebos (gehucht in de gemeente Westerkwartier)
- Pieterburen (dorp in de gemeente Het Hogeland)
- Pieterzijl (dorp in de gemeente Westerkwartier)
- Plaggenborg (buurtschap in de gemeente Westerwolde)
- Plattenburg (buurtschap in de gemeente Het Hogeland)
- Poldert (streekje in de gemeente Westerwolde)
- Polen (streekje in de gemeente Eemsdelta)

## R
- Ranswerd (streek in de gemeente Eemsdelta)
- Ranum (wierde in de gemeente Het Hogeland)
- Rasquert (dorpje in de gemeente Het Hogeland)
- Renneborg (streek in de gemeente Westerwolde)
- Rhederbrug (dorp in de gemeente Westerwolde)
- Rhederveld (streek in de gemeente Westerwolde)
- Rijsdam (buurtschap in de gemeente Westerwolde)
- Rodeschool (buurtschap in de gemeente Eemsdelta)
- Rodewolt (streek in de gemeente Het Hogeland)
- Roeksweer (buurt in de gemeente Midden-Groningen)
- Roelage (gehucht in de gemeente Westerwolde)
- Roodehaan (gehucht in de gemeente Het Hogeland)
- Roodehaan (gehucht in de gemeente Groningen)
- Roodeschool (dorp in de gemeente Het Hogeland)
- Rottum (dorp in de gemeente Het Hogeland)
- Rottumeroog (eiland in de gemeente Het Hogeland)
- Rottumerplaat (eiland in de gemeente Het Hogeland)
- Ruigewaard (streekje in de gemeente Westerkwartier)
- Ruigezand (polder in de gemeente Westerkwartier)
- Ruischerbrug (dorp in de gemeente Groningen)
- Ruiten (streekje in de gemeente Midden-Groningen)

## S
- Saaksum (dorp in de gemeente Westerkwartier)
- Saaxumhuizen (gehucht in de gemeente Het Hogeland)
- Sappemeer (dorp in de gemeente Midden-Groningen)
- Sauwerd (dorp in de gemeente Het Hogeland)
- Schaapbulten (gehucht in de gemeente Eemsdelta)
- Schaaphok (gehucht in de gemeente Midden-Groningen)
- Schapehals (streekje in de gemeente Het Hogeland)
- Schaphalsterzijl (buurtschap in de gemeente Het Hogeland)
- Scharmer (dorp in de gemeente Midden-Groningen)
- Scheemda (voormalige gemeente, nu dorp in de gemeente Oldambt)
- Scheemdermeer (dorp in de gemeente Oldambt)
- Scheemderzwaag (gehucht in de gemeente Oldambt)
- Scheve Klap (gehucht in de gemeente Eemsdelta)
- Schifpot (streekje in de gemeente Westerkwartier)
- Schildwolde (dorp in de gemeente Midden-Groningen)
- Schilligeham (buurtschap in de gemeente Het Hogeland)
- 't Schot (gehucht in de gemeente Westerwolde)
- Schouwen (gehucht in de gemeente Het Hogeland)
- Schouwerzijl (dorp in de gemeente Het Hogeland)
- Sebaldeburen (dorp in de gemeente Westerkwartier)
- Sellingen (hoofdplaats van de gemeente Westerwolde)
- Sellingerbeetse (buurtschap in de gemeente Westerwolde)
- Sellingerzwarteveen (gehucht in de gemeente Westerwolde)
- Selwerd (wierde in de gemeente Westerkwartier)
- Siddeburen (dorp in de gemeente Midden-Groningen)
- Sint-Annen (dorp in de gemeente Groningen)
- Sint Annerhuisjes (gehucht in de gemeente Het Hogeland)
- Sint-Vitusholt (buurt in de gemeente Oldambt)
- Siuksum (wierde in de gemeente Eemsdelta)
- Slangenborg (buurt in de gemeente Westerwolde)
- Slaperstil (gehucht in de gemeente Groningen)
- Slegge (streek in de gemeente Westerwolde)
- Slochteren (voormalige gemeente, nu dorp in de gemeente Midden-Groningen)
- Smeerling (buurtschap in de gemeente Westerwolde)
- Solwerd (voormalig dorp, nu wijk van Appingedam)
- Spanjaardsdijk (streek in de gemeente Westerkwartier)
- Spijk (dorp in de gemeente Eemsdelta)
- Spitsbergen (gehucht in de gemeente Midden-Groningen)
- Spriknest (een huiswierde bij Loppersum)
- Stadskanaal (hoofdplaats van de gemeente Stadskanaal)
- Stakenborg (gehucht in de gemeente Westerwolde)
- Startenhuizen (gehucht deels in de gemeente Eemsdelta, deels in de gemeente Het Hogeland)
- Stedum (voormalige gemeente, nu dorp in de gemeente Eemsdelta)
- Steendam (dorp in de gemeente Midden-Groningen)
- Steentil (streekje in de gemeente Westerkwartier)
- Sterenborg (gehucht in de gemeente Stadskanaal)
- Stitswerd (dorpje in de gemeente Het Hogeland)
- Stobben (buurtschap in de gemeente Westerwolde)
- Stootshorn (gehucht in de gemeente Midden-Groningen)
- Stroobos (voormalige buurtschap in de gemeente Pekela)
- Stork (streekje in de gemeente Eemsdelta)
- 't Stort (streekje in de gemeente Het Hogeland)
- Stuurwolde (streekje in de gemeente Groningen)
- Suttum (streekje in de gemeente Westerkwartier)

## T
- Takkebos (streekje in de gemeente Het Hogeland)
- Tange (gehucht in de gemeente Stadskanaal)
- Ten Boer (dorp in de gemeente Groningen)
- Ten Post (dorp in de gemeente Groningen)
- Ter Apel (dorp in de gemeente Westerwolde)
- Ter Apelkanaal (dorp in de gemeente Westerwolde)
- Ter Borg (gehucht in de gemeente Westerwolde)
- Ter Haar (gehucht in de gemeente Westerwolde)
- Ter Laan (streek in de gemeente Het Hogeland)
- Ter Maarsch (buurtschap in de gemeente Stadskanaal)
- Termunten (voormalige gemeente, nu dorp in de gemeente Eemsdelta)
- Termunterzijl (dorp in de gemeente Eemsdelta)
- Ter Walslage (streek in de gemeente Westerwolde)
- Ter Wisch (buurtschap in de gemeente Westerwolde)
- Ter Wupping (gehucht in de gemeente Stadskanaal)
- Thesinge (dorp in de gemeente Groningen)
- Tijum (streekje in de gemeente Het Hogeland)
- Tinallinge (dorp in de gemeente Het Hogeland)
- Tjabbesstreek (buurt in de gemeente Westerwolde)
- Tjamsweer (dorp in de gemeente Eemsdelta)
- Tjuchem (dorp in de gemeente Midden-Groningen)
- Tolbert (dorp in de gemeente Westerkwartier)
- Tolhek (gehucht in de gemeente Westerkwartier)
- Topweer (gehucht in de gemeente Westerkwartier)
- Toornwerd (wierde in de gemeente Eemsdelta)
- Tranendal (buurtje in de gemeente Oldambt)
- Trimunt (gehucht in de gemeente Westerkwartier)
- Tripscompagnie (streek in de gemeenten Midden-Groningen en Veendam)
- Tuikwerd (gehucht in de gemeente Eemsdelta)
- Tusschenloegen (buurt in de gemeente Midden-Groningen)
- Tussenklappen (buurt in de gemeente Midden-Groningen)
- Tweehuizen (gehucht in de gemeente Eemsdelta)

## U
- Uiteinde (gehucht in de gemeente Eemsdelta)
- Uiterburen (streek in de gemeente Midden-Groningen)
- Uiterdijken (streek in de gemeente Westerwolde)
- Uithuizen (voormalige gemeente, dorp in gemeente Het Hogeland)
- Uithuizermeeden (voormalige gemeente, dorp in de gemeente Het Hogeland)
- Uitwierde (dorp in de gemeente Eemsdelta)
- Ulrum (voormalige gemeente, dorp in de gemeente Het Hogeland)
- Ulsda (dorp in de gemeente Oldambt)
- Usquert (voormalige gemeente, dorp in de gemeente Het Hogeland)

## V
- Valkum (streekje in de gemeente Het Hogeland)
- Valom (buurtschap in de gemeente Het Hogeland)
- Veele (dorp in de gemeente Westerwolde)
- Veelerveen (dorp in de gemeente Westerwolde)
- Veendam (hoofdplaats van de gemeente Veendam)
- Veendijk (buurt in de gemeente Midden-Groningen)
- Veendijk (buurt in de gemeente Westerwolde)
- Veenhuizen (dorp in de gemeente Stadskanaal)
- Veerste Veldhuis (gehucht in de gemeente Westerwolde)
- Veldstreek (buurt in de gemeente Westerkwartier)
- Vierburen (buurtschap in de gemeente Eemsdelta)
- Vierhuizen (gehucht in de gemeente Eemsdelta)
- Vierhuizen (dorp in de gemeente Het Hogeland)
- Vierverlaten (gehucht in de gemeente Groningen)
- Visvliet (dorp in de gemeente Westerkwartier)
- Vlagtwedde (voormalige gemeente, nu dorp in de gemeente Westerwolde)
- Vlagtwedder-Barlage (streek in de gemeente Westerwolde)
- Vlagtwedder-Veldhuis (gehucht in de gemeente Westerwolde)
- Vlakke Riet (gehucht in de gemeente Het Hogeland)
- Vledderhuizen (streek in de gemeente Stadskanaal)
- Vledderveen (dorp in de gemeente Stadskanaal)
- Vliedorp (streekje in de gemeente Het Hogeland)
- Vosseberg (streek in de gemeente Stadskanaal)
- Vriescheloo (dorp in de gemeente Westerwolde)

## W
- 't Waar (dorp in de gemeente Oldambt)
- Wadwerd (buurtschap in de gemeente Het Hogeland)
- Wagenborgen (dorp in de gemeente Eemsdelta)
- Warfhuizen (dorp in de gemeente Het Hogeland)
- Warffum (voormalige gemeente, nu dorp in de gemeente Het Hogeland)
- Wartum (wierde in de gemeente Eemsdelta)
- Waterhuizen (gehucht in de gemeente Midden-Groningen)
- Wedde (voormalige gemeente, nu dorp in de gemeente Westerwolde)
- Wedderheide (buurtschap in de gemeente Westerwolde)
- Wedderveer (buurtschap in de gemeente Westerwolde)
- Weende (gehucht in de gemeente Westerwolde)
- Weenderveld (streek in de gemeente Westerwolde)
- Wehe-den Hoorn (dubbeldorp in de gemeente Het Hogeland)
- Weite (gehucht in de gemeente Westerwolde)
- Weiwerd (dorp in de gemeente Eemsdelta)
- Wessingtange (buurtschap in de gemeente Westerwolde)
- Wessinghuizen (buurtschap in de gemeente Stadskanaal)
- Westeind (buurtschap in de gemeente Midden-Groningen)
- Westeind (buurtschap in de gemeente Oldambt)
- Westeind (buurt in de gemeente Westerwolde)
- Westerbroek (dorp in de gemeente Midden-Groningen)
- Westerdiepsterdallen (buurtschap in de gemeente Veendam)
- Westerdijk (gehucht in de gemeente Westerkwartier)
- Westerdijkshorn (gehucht in de gemeente Het Hogeland)
- Westeremden (dorp in de gemeente Eemsdelta)
- Westerhorn (buurt nabij Hornhuizen in de gemeente Het Hogeland)
- Westerhorn (buurt nabij Usquert in de gemeente Het Hogeland)
- Westerhorn (buurt in de gemeente Westerkwartier)
- Westerklooster (gehucht in de gemeente Het Hogeland)
- Westerlee (dorp in de gemeente Oldambt)
- Westernieland (dorp in de gemeente Het Hogeland)
- Westervalge (buurt in de gemeente Het Hogeland)
- Westerwijtwerd (dorp in de gemeente Eemsdelta)
- Westerzand (gehucht in de gemeente Westerkwartier)
- Westpolder (gehucht in de gemeente Het Hogeland)
- Wierhuizen (gehucht in de gemeente Eemsdelta)
- Wierhuizen (gehucht in de gemeente Het Hogeland)
- Wierum (gehucht in de gemeente Het Hogeland)
- Wierumerschouw (buurtschap in de gemeente Westerkwartier)
- Wilderhof (buurt in de gemeente Midden-Groningen)
- Wildervank (voormalige gemeente, nu dorp in de gemeente Veendam)
- Wildervanksterdallen (streek in de gemeente Veendam)
- 't Wildeveld (streekje in de gemeente Het Hogeland)
- Willemstad (gehucht in de gemeente Westerkwartier)
- Willemsstreek (streek in de gemeente Het Hogeland)
- Winneweer (dorp in de gemeenten Groningen en Eemsdelta)
- Winschoten (stad en voormalige gemeente, hoofdplaats van de gemeente Oldambt)
- Winsum (hoofdplaats van gemeente Het Hogeland)
- Wirdum (dorp in de gemeente Eemsdelta)
- Wirdumerdraai (buurtschap in de gemeente Eemsdelta)
- Wittewierum (dorp in de gemeente Groningen)
- Woldendorp (dorp in de gemeente Eemsdelta)
- Wolfsbarge (streek in de gemeente Midden-Groningen)
- Wollingboermarke (buurtschap in de gemeente Westerwolde)
- Wollinghuizen (buurtschap in de gemeente Westerwolde)
- Woltersum (dorp in de gemeente Groningen)
- Woudbloem (gehucht in de gemeente Midden-Groningen)

## Z
- Zandberg (streekdorp in Groningen en Drenthe)
- Zandeweer (dorp in de gemeente Het Hogeland)
- 't Zandstervoorwerk (buurtschap in de gemeente Eemsdelta)
- 't Zandt (voormalige gemeente, nu dorp in de gemeente Eemsdelta)
- Zandwijk (buurtschap in de gemeente Westerkwartier)
- Zeerijp (dorp in de gemeente Eemsdelta)
- Zethuis (gehucht in de gemeente Westerkwartier)
- Zevenhuizen (dorp in de gemeente Westerkwartier)
- Zijldijk (dorp in de gemeente Eemsdelta)
- Zomerdijk (buurtschap in de gemeente Eemsdelta)
- Zoutkamp (dorp in de gemeente Het Hogeland)
- Zuidbroek (voormalige gemeente, nu dorp in de gemeente Midden-Groningen)
- Zuiderburen (streek in de gemeente Westerkwartier)
- Zuidhorn (voormalige gemeente, nu hoofdplaats van de gemeente Westerkwartier)
- Zuiderkolonie (buurt in de gemeente Pekela)
- Zuiderveen (buurt in de gemeente Oldambt)
- Zuidveld (gehucht in de gemeente Westerwolde)
- Zuidwending (dorp in de gemeente Veendam)
- Zuidwolde (dorp in de gemeente Het Hogeland)
- Zuurdijk (dorp in de gemeente Het Hogeland)

Drenthe ·
Flevoland ·
Friesland ·
Gelderland ·
Groningen ·
Limburg ·
Noord-Brabant ·
Noord-Holland ·
Overijssel ·
Utrecht ·
Zeeland ·
Zuid-Holland